# 趙桓子
趙桓子（？—前424年），本名趙嘉，是中國戰國時期晋国赵氏的領袖，为赵襄子之子。赵襄子死后趙獻子浣即位，趙桓子逐趙獻子自立，在位一年或十四年而卒，死後國人認為桓子之立非襄子趙毋卹本意，乃共殺其子而復迎立趙浣。